# Arabinose
Arabinose is een monosacharide en tevens een aldopentose. Het komt voor als twee enantiomeren: D-(−)-arabinose en L-(+)-arabinose.
Arabinose werd aanvankelijk gebruikt als zoetstof. Later bleek het een inhibitor te zijn van het enzym sacharase, waardoor arabinose verwerkt wordt in de voeding voor diabetici. Deze praktijk is voornamelijk populair in China en Japan.